# Austroheptura
Austroheptura is een geslacht van steenvliegen uit de familie Austroperlidae. De wetenschappelijke naam van het geslacht is voor het eerst geldig gepubliceerd in 1969 door Illies.

## Soorten
Austroheptura omvat de volgende soorten:
- Austroheptura campbelli Theischinger, 1993
- Austroheptura illiesi Hynes, 1974
- Austroheptura neboissi Illies, 1969